# Arrondissement administratif de Dinant
Pour les articles homonymes, voir Arrondissement de Dinant.
L'arrondissement administratif de Dinant est l'un des trois arrondissements de la province de Namur en Région wallonne (Belgique).
L'arrondissement a une superficie de 1 596,21 km2 et une population (au 1er janvier 2025) de 113 374 habitants.
Il existait aussi un arrondissement judiciaire de Dinant, englobant celui-ci et l'arrondissement de Philippeville.

## Histoire
Il est l'héritier de l'arrondissement de Dinant créé sous le Premier Empire qui cessa d'exister en tant qu'arrondissement français le 11 avril 1814.
En 1814 le premier traité de paix de Paris a procédé au transfert des cantons de Beauraing, Florennes et Walcourt vers l'arrondissement français de Rocroi. L'année suivante, le second traité de paix de Paris permit le retour du canton de Beauraing vers l'arrondissement de Dinant. Ce qui ne fut pas le cas des cantons de Florennes et Walcourt qui formèrent le nouvel arrondissement de Philippeville. Le canton de Gedinne passa quant à lui de l'arrondissement de Rocroi à celui de Dinant.
En 1818, les cantons de Havelange et Rochefort furent pris à l'arrondissement de Marche-en-Famenne.
En 1977, lors de la fusion des communes, plusieurs communes passèrent d'un arrondissement à l'autre. Les anciennes communes d'Ambly et de Fronville passèrent à l'arrondissement de Marche-en-Famenne. Agimont, Anthée, Hermeton-sur-Meuse et Serville quittèrent l'arrondissement de Philippeville. Rivière passa à l'arrondissement de Namur, en échange de Denée et Sosoye. Bure et Resteigne passèrent à l'arrondissement de Neufchâteau, en échange de Sugny et de Belvaux (partie de Tellin).

## Communes et leurs sections

### Communes
- Anhée
- Beauraing
- Bièvre
- Ciney
- Dinant
- Gedinne
- Hamois
- Hastière
- Havelange
- Houyet
- Onhaye
- Rochefort
- Somme-Leuze
- Vresse-sur-Semois
- Yvoir

### Sections
- Achêne
- Achet
- Agimont
- Alle
- Anhée
- Annevoie-Rouillon
- Anseremme
- Anthée
- Ave-et-Auffe
- Bagimont
- Baillamont
- Baillonville
- Baronville
- Barvaux-Condroz
- Beauraing
- Bellefontaine
- Bièvre
- Bioul
- Blaimont
- Bohan
- Bonsin
- Bourseigne-Neuve
- Bourseigne-Vieille
- Bouvignes-sur-Meuse
- Braibant
- Buissonville
- Celles
- Chairière
- Chevetogne
- Ciergnon
- Ciney
- Conneux
- Cornimont
- Custinne
- Denée
- Dion
- Dinant
- Dorinne
- Dréhance
- Durnal
- Emptinne
- Éprave
- Évrehailles
- Falaën
- Falmagne
- Falmignoul
- Felenne
- Feschaux
- Finnevaux
- Flostoy
- Focant
- Foy-Notre-Dame
- Froidfontaine
- Furfooz
- Gedinne
- Gerin
- Godinne
- Graide
- Gros-Fays
- Hamois
- Han-sur-Lesse
- Hastière-Lavaux
- Hastière-par-delà
- Haut-le-Wastia
- Havelange
- Heer
- Hermeton-sur-Meuse
- Heure
- Hogne
- Honnay
- Houdremont
- Hour
- Houx
- Houyet
- Hulsonniaux
- Javingue
- Jemelle
- Jeneffe
- Laforêt
- Lavaux-Sainte-Anne
- Leignon
- Lessive
- Lisogne
- Louette-Saint-Denis
- Louette-Saint-Pierre
- Maffe
- Malvoisin
- Martouzin-Neuville
- Méan
- Membre
- Mesnil-Église
- Mesnil-Saint-Blaise
- Miécret
- Mohiville
- Monceau-en-Ardenne
- Mont
- Mont-Gauthier
- Mouzaive
- Nafraiture
- Naomé
- Natoye
- Nettinne
- Noiseux
- Oizy
- Onhaye
- Orchimont
- Patignies
- Pessoux
- Petit-Fays
- Pondrôme
- Porcheresse
- Purnode
- Pussemange
- Rienne
- Rochefort
- Sart-Custinne
- Schaltin
- Scy
- Serinchamps
- Serville
- Sinsin
- Somme-Leuze
- Sommière
- Sorinnes
- Sosoye
- Sovet
- Spontin
- Sugny
- Thynes
- Vencimont
- Verlée
- Villers-sur-Lesse
- Vonêche
- Vresse-sur-Semois
- Wancennes
- Waillet
- Wanlin
- Warnant
- Waulsort
- Wavreille
- Weillen
- Wiesme
- Willerzie
- Winenne
- Yvoir

## Démographie
Le graphique suivant reprend l'évolution de sa population
- Source: DGS , de 1831 à 1981=recensements population; à partir de 1990 = nombre d'habitants chaque 1 janvier[1]